# پتروداکتیل (فیلم)
پتروداکتیل (انگلیسی: Pterodactyl) یک تله‌فیلم آمریکایی در ژانر فیلم ترسناک محصول سال ۲۰۰۵ که از شبکه سای‌فای پخش شد. این فیلم به کارگردانی مارک ال. لستر می‌باشد.

## داستان
در لانه پتروداکتیل چندین تخم تخم قرار دارد. سه نفر از شکارچیان، که در تعقیب مرزهای ترکیه و ارمنستان هستند، ناگهان توسط یک پتروداکتیل مورد حمله قرار می‌گیرند. در حالی که از خود دفاع می‌کنند و برتری هم دارند ولی در نهایت همه کشته می‌شوند.

## بازیگران
- کامرون دادو در نقش پروفسور مایکل لاوکرافت
- کولیو به عنوان اسیر. برگن
- امی اسلوآن در نقش کیت هاینلین
- جورج کالیل به عنوان سرلینگ
- استیو براون در نقش ویلیس بردبری
- میرچا مونرو در نقش آنجی لم
- جسیکا فرارون در نقش زلازنی
- تاد کرامر در نقش کلارک